# Mads Andreas Jacobsen
Mads Andreas Jacobsen (født 17. september 1891 i Tórshavn, død 31. maj 1944 i Tórshavn) var en færøsk bibliotekar, forfatter og politiker (SF).
Han tog præliminæreksamen i 1907 og studentereksamen i 1910, hvorefter han studerede matematik, fysik, kemi og astronomi ved Københavns Universitet, men aflagde aldrig eksamen. Han underviste derefter i realfag ved Tórshavns realskole og lærerseminarium 1914–19.
I 1919 fik han af Lagtinget til opgave at organisere Færøernes bibliotekvæsen, og han studerede derfor bibliotekvæsen i Danmark 1919–20. Jacobsen var derefter bibliotekar ved Færø Amts Bibliotek fra 1921 og frem til sin død. Fra 1928 var han også bestyrelsesformand i Færøernes Museumsforening og direktør ved Færøernes Museum.
Han var borgmester i Tórshavn fra 1933 til han afgik ved døden i 1944, valgt for Framburðsfelagið. Han var valgt til Lagtinget fra Suðurstreymoy 1936–40, og tilhørte venstrefløjen af Sjálvstýrisflokkurin, der stod i opposition til Jóannes Patursson. Ved partisplittelsen i vinteren 1939/40 gik Framburðsfelagið ind i Fólkaflokkurin, mens Jacobsen blev i Sjálvstýrisflokkurin, som opstillede egen liste ved kommunalvalget i Tórshavn i 1940.
Han var bestyrelsesformand for litteraturtidsskriftet Varðin 1918–1934, og udgav bladet Jól í Føroyum sammen med avisredaktør Poul Niclasen 1930–1938. Jacobsens eget litterære arbejde omfattede nogle noveller og digte, men bestod hovedsagelig af udgivelser, skolebøger og sagprosa om færøsk litteratur. I 1928 udgav han sammen med Christian Matras en færøsk-dansk ordbog. Tórshavnar kommuna har uddelt Mentanarvirðisløn M. A. Jacobsens, der anses som en af Færøernes fremmeste litteratur- og kulturpriser, på Jacobsens fødselsdag siden 1958.